# Estación Alemana de Recepción Antártica
La Estación Alemana de Recepción Antártica o GARS O'Higgins (en inglés: German Antarctic Receiving Station) es un centro de investigación polar de Alemania en la Antártida. Se encuentra en el islote Isabel Riquelme frente al cabo Legoupil de la península Antártica, a 30 metros de la Base General Bernardo O'Higgins de Chile, que le proporciona apoyo logístico. Es un proyecto científico conjunto entre el Centro Aeroespacial Alemán (DLR) y el Instituto de Geodesia Aplicada (BKG). La infraestructura consta de veinte contenedores ISO de 20 pies. Fue inaugurada el 10 de enero de 1991.

## Investigaciones
La estación opera desde principios de 2010 en forma permanente, con un máximo de diez científicos, ingenieros y técnicos. El funcionamiento de la estación se realiza en estrecha cooperación con Chile. El DLR es el propietario de la estación y responsable de operación satelital, administración, infraestructura y logística. La coordinación de todas las actividades logísticas se desarrolla entre el DLR y el Instituto Antártico Chileno (INACH). La responsabilidad de todas las observaciones geodésicas corresponde al BKG.
La ubicación cerca de la estación chilena fue elegida por varias razones: un acuerdo de cooperación con el INACH, un radiotelescopio en condiciones geológicas favorables para la recepción de los diferentes datos de los sensores de los satélites europeos de observación de la Tierra ERS-1 y ERS-2, visibilidad de esos satélites en esa zona de la Antártida, y la infraestructura y logística chilena existente allí. Como parte de la cooperación a largo plazo con Chile el DLR y el BKG pueden depender de la infraestructura polar y logística antártica chilena. A la Base O'Higgins desde Punta Arenas se puede acceder desde la isla Rey Jorge por medio de barco, avión o helicóptero. También se recibe logística de los vuelos por el Programa Antártico Brasileño (PROANTAR). 
El más importante instrumento científico de la Estación Alemana de Recepción Antártica es una antena de 9 metros que se utiliza para la recepción y envío de datos de satélites, junto con un radiotelescopio. La antena y el equipo asociado se instalaron en el verano austral de 1990-1991, y los primeros experimentos se llevaron a cabo en 1991. La antena 9 de metros está diseñada para su uso en las condiciones extremas de la Antártida, incluyendo tormentas con velocidades de viento de hasta 180 km por hora sin ningún problema de funcionamiento. Otros instrumentos científicos importantes permanentes son: GPS, GLONASS, el sistema de navegación Galileo, y un radar. A través del radar y el GPS de referencia se obtienen los datos del nivel del mar. La estación meteorológica monitorea de forma permanente las mediciones meteorológicas, como la temperatura, humedad relativa, presión atmosférica, dirección y velocidad del viento. El radiotelescopio recibe las señales radio de estrellas y se utiliza para realizar observaciones geodésicas.